# Dipòsit de pressió

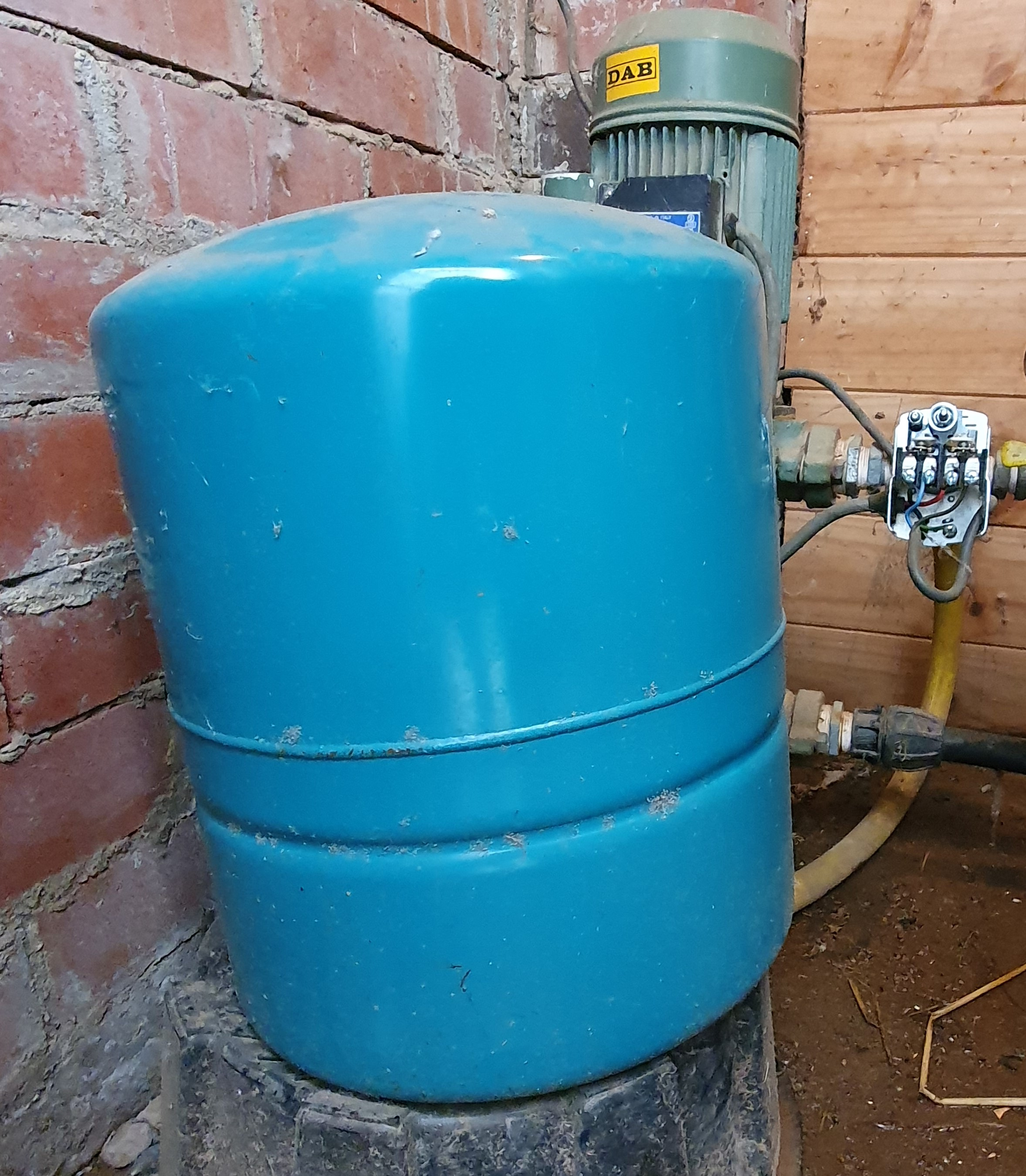
Un pressuritzador de tipus diafragma en un sistema domèstic d'aigua potable, amb la bomba i el pressòstat quadrat D al fons

Un dipòsit de pressió o pressuritzador s'utilitza per mantenir la pressió desitjada en un sistema de canonades d'aigua. Entre les principals aplicacions hi ha la regulació de la pressió de l'aigua potable a les llars o als vaixells, caravanes, etc..., mitjançant l'acció d'un pressòstat engega i atura la bomba d'aigua del sistema.

## Un senzill sistema de control d'aigua de pou

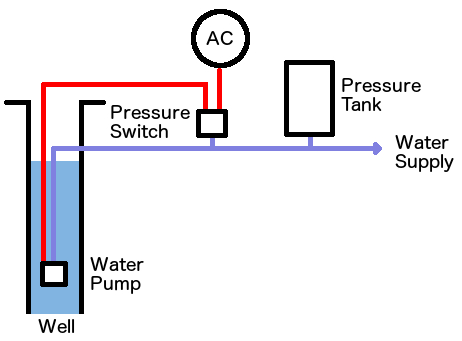
Un sistema de control senzill per a un pou d'aigua

A la figura de l'esquerra, hi ha una bomba d'aigua submergible instal·lada en un pou. El pressòstat engega la bomba d'aigua quan detecta una pressió inferior a Plo i l'atura quan detecta una pressió superior a Phi. Mentre la bomba està engegada, el dipòsit de pressió s'omple. Quan es desconnecta la bomba, el dipòsit de pressió subministra aigua en el rang de pressió especificat fins que s'esgota per evitar "cicles curts", en què la bomba intenta establir la pressió adequada fent un cicle ràpid entre Plo i Phi.
Un dipòsit de pressió simple seria només un dipòsit amb aigua amb un espai d'aire per sobre del nivell de l'aigua que es comprimiria a mesura que entrés més aigua al dipòsit. Els sistemes moderns aïllen l'aigua de l'aire a pressió mitjançant un diafragma o bufeta de goma o plàstic flexible, perquè, si no n'hi ha, l'aire es podria barrejar amb l'aigua i en gastar-la s'aniria eliminant fins a quedar el dipòsit sense aire pressuritzat i caldria drenar-lo per restablir el correcte funcionament. El diafragma arriba a exercir una determinada pressió sobre l'aigua empenyent-la cap a la canonada.

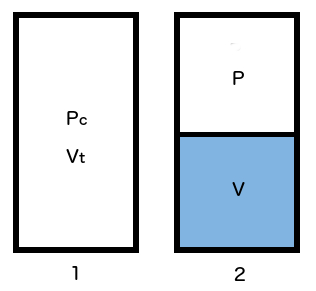
El cas 1 és un dipòsit buit a la pressió de càrrega P _{c} (manòmetre). El volum total del dipòsit és V _{t}. El cas 2 és un dipòsit en ús, amb la pressió de l'aire a la pressió P (manòmetre) i un volum d'aigua de V

En referència al diagrama de la dreta, un dipòsit de pressió generalment es pressuritza quan està buit amb una "pressió de càrrega" P c, normalment uns 2 psi per sota de la pressió de dispar del pressòstat Plo (cas 1). El volum total del dipòsit és V t . Quan està en ús, l'aire del dipòsit es comprimeix a la pressió P amb un volum V d'aigua al dipòsit (cas 2). En les fòrmulest següents, totes les pressions són pressions manomètriques, pressions per sobre de la pressió atmosfèrica (Pa, que depèn de l'altitud). La llei dels gasos ideals es pot aplicar en ambdós casos, i la quantitat d'aire serà:
{\displaystyle (P_{c}+P_{a})V_{t}=NkT\qquad {\text{Cas 1}}}
{\displaystyle (P+P_{a})(V_{t}-V)=NkT\qquad \mathrm {Cas2} }
on N és el nombre de molècules de gas (igual en tots dos casos), k és la constant de Boltzmann i T és la temperatura Kelvin. Suposant que la temperatura és igual en ambdós casos, les equacions anteriors es poden resoldre per a la relació pressió/volum d'aigua al dipòsit:
{\displaystyle V(P)=V_{t}{\frac {P-P_{c}}{P+P_{a}}}}
{\displaystyle P(V)={\frac {P_{a}V+P_{c}V_{t}}{V_{t}-V}}}
Els tancs s'especifiquen generalment pel seu volum total V t i la "reducció" (Δ V ), que és la quantitat d'aigua que expulsarà el dipòsit quan la pressió del dipòsit baixa de P hi a P lo, regulades mitjançant el pressòstat diferencial. El volum submunistrable s'expressa fàcilment en pressions absolutes:
{\displaystyle \Delta V=V_{t}P_{c}\left({\frac {1}{P_{lo}}}-{\frac {1}{P_{hi}}}\right)}
{\displaystyle \Delta V=V(P_{hi})-V(P_{lo})=V_{t}{\frac {(P_{a}+P_{c})(P_{hi}-P_{lo})}{(P_{hi}+P_{a})(P_{lo}+P_{a})}}}
Així es pot veure l'acció de la pressió de càrrega: quan més gran sigui la pressió de càrrega, més gran serà el volum subministrable. Tanmateix, una pressió de càrrega per sobre de Plo no permetrà que la bomba arrenqui quan la pressió de l'aigua estigui per sota de Plo, de manera que es manté una mica per sota de Plo. Un altre paràmetre important és el factor de disposició (fΔV), que és la relació entre el volum subministrable i el volum total del dipòsit:
{\displaystyle f_{\Delta V}={\frac {(P_{a}+P_{c})(P_{hi}-P_{lo})}{(P_{hi}+P_{a})(P_{lo}+P_{a})}}}
Aquest factor és independent de la mida del dipòsit, de manera que es pot calcular la relació del volum subministrable per a qualsevol dipòsit, tenint en compte el seu volum total, la pressió atmosfèrica, la pressió de càrrega i les pressions límit establertes pel pressòstat.